# Balantiocheilos
Balantiocheilos – rodzaj słodkowodnych ryb karpiokształtnych z rodziny karpiowatych (Cyprinidae).

## Zasięg występowania
Azja Południowo-Wschodnia.

## Klasyfikacja
Gatunki zaliczane do tego rodzaju:
- Balantiocheilos ambusticauda
- Balantiocheilos melanopterus – brzanka rekinia[3]

Gatunkiem typowym jest Barbus melanopterus (=Balantiocheilos melanopterus).